# بذلة جي
رداء الجاذبية أو بذلة الجاذبية (بالإنجليزية: g-suit)‏  أو بذلة مقاومة الجاذبية (بالإنجليزية: Anti-g-suit)‏ هي بذلة طيار طائرة مقاتلة أو طيار ألعاب بهلوانية الذين يتعرضون إلى قوة التسارع بالغة خلال منحنيات جوية ضيقة، حيث تتسبب تلك المنعطفات الضيقة في تسرب الدم في جسم الطيار إلى رجليه، مما قد يؤدي إلى غيبوبة مفاجئة تعرضه للخطر.

## قوة التسارع
بينما تؤثر خلال الطيران في خط مستقيم قوة الجاذبية الارضية على الطيار ، فيمكن أن تنشأ قوى طاردة قوية خلال الطيران في مسار شديد الأنحناء . أي أن جسم الطيار يتعرض إلى قوى التسارع الكبيرة كبيرة تجعل الدم ينتقل من جزء الجسم العلوي ليتجمع في جزء الجسم السفلي. في هذه الحالة لا بد وأن يقوم القلب بإمداد الدماغ بالدم والأكسجين. وطبقا لقدرة الطيار على التحمل - وهذا يختلف من شخص لشخص - فقد ينشأ لدى الطيار انخفاضا في لأكسجين يقلل من قرته على الرؤية ، وتعرف على هذا السبيل ثلاثة مراحل إحساسية : رؤية نفق ، الرؤية الرمادية ، والرؤية السواء ، أو قد تصل إلى مرحلة فقدان الوعي ، فيفقد الطيار السيطرة على نفسه وعلى الطائرة ويتعرض للحوادث .
تنشأ قوة الجاذبية مثلا خلال طيران الألعاب البهلوانية وفي القتال الجوي وغيرها .

## طريقة عملها
الغرض من رداء الجاذبية هو منع تركيز الدم في جزء الجسم السفلي . ويمكن التوصل غلى ذلك عن طريق إجراء ضغط على الأوعية الدموية ، وخصوصا في منطقة البدن والفخذين والساقين. وينشأ هذا الضغط بحسب قوى التسارع المؤثرة على الطيار.

### نظام يعمل بالهواء المضغوط
في أنظمة التي تعمل بالهواء المضغوط يوجه الهواء المضغوط في وسائد مطاطية في رداء الطيار . وقد يولد الهواء المضغوط من اجهزة خاصة أو من جهاز تكييف الهواء في الطائرة .
من مساوئها أن انضعاطية الهواء تؤخر توليد الضغط اللازم بالسرعة المطلوبة ، فلا يستطيع النظام أداء الغرض منه آنيا. إذا وقعت قوة التسارع بسرعة فقد سبب ذل في غيبة وعي الطيار قبل أن يتولد الضغط المناسب . لهذا جاء التفكير في استعمال سوائل بدلا من الهواء .

### أنظمة تعمل بالسوائل
من أجل الابتعاد عن أنظمة الهواء المضغوط بدأ المصممون إلى تصميم رداء الجاذبية يعمل بالسوائل . وفي تلك الرداءات يعمل ضغط الماء الموجود حول جسم الطيار ضد قوة التسارع . ورغم أنها لا تكون موزعة على الجسم توزيعا متساويا فقد توصل المصممون إلى تجهيز أردية الجاذبية تعمل مضادة لقوى التسارع حتى قوة gتبلغ 8 - 9 g.

## اقرأ أيضا
- بذلة فضاء
- قوة التسارع
- تسارع

## وصلات خارجية
- (بالفرنسية) Description et fonctionnement d'une combinaison anti-G